# ادین چوریچ
ادین چوریچ (انگلیسی: Edin Ćurić؛ زادهٔ ۲۲ اوت ۱۹۶۲) بازیکن فوتبال اهل یوگسلاوی بود.
از باشگاه‌هایی که در آن بازی کرده‌است می‌توان به باشگاه فوتبال پک زووله، باشگاه فوتبال لاس پالماس، باشگاه فوتبال ژلیزنیچار سارایوو، و باشگاه ورزشی پورتیموننزه اشاره کرد.
وی همچنین در تیم ملی فوتبال یوگسلاوی بازی کرده‌است.